# フェオドラ (デンマーク王女)
フェオドラ・ア・ダンマーク（デンマーク語: Prinsesse Feodora af Danmark, 1910年7月3日 - 1975年3月17日）は、デンマークの王族。フレゼリク8世の孫娘にあたる。

## 生涯
フレゼリク8世の三男ハーラル王子と、その妻でグリュックスブルク公フリードリヒ・フェルディナントの娘であるヘレーネ・アーデルハイトの間の第1子、長女。全名はフェオドラ・ルイーセ・カロリーネ・マティルデ・ヴィクトリア・アレクサンドラ・フレゼリゲ・ヨハネ（Feodora Louise Caroline Mathilde Viktoria Alexandra Frederikke Johanne）。
1937年9月9日にフレゼンスボー宮殿において、従兄にあたるシャウムブルク＝リッペ侯子クリスティアンと結婚した。クリスティアンはボヘミア地方のナーホトに所領をもつ大地主だったが、第2次世界大戦後のチェコスロバキアの共産化に伴って所領を失い、一家は1945年に西ドイツに逃れた。

## 子女
夫クリスティアン侯子との間に3男1女の4人の子女をもうけた。
- ヴィルヘルム・フリードリヒ・ハラルト・クリスティアン・エルンスト・アウグスト・カール・グスタフ（1939年 - ）
- ヴァルデマール・シュテファン・フェルディナント・ヴォルラート・フリードリヒ・カール（1940年 - 2020年）
- マリー・ルイーゼ・フリーデリケ・ツェツィーリエ・アレクサンドリーネ・ヘレーネ・バティルディス・シュテファニー（1945年 - ）
- ハラルト・クリスティアン・レオポルト・グスタフ（1948年 - ）